# Jean-Baptiste Joseph Delambre
Jean-Baptiste Joseph Delambre (ur. 19 września 1749 w Amiens, zm. 19 sierpnia 1822 w Paryżu) – francuski naukowiec: matematyk, astronom, geodeta i metrolog, dyrektor Paryskiego Obserwatorium Astronomicznego, członek Towarzystwa Królewskiego w Londynie (ang. Royal Society).
Delambre opracował między innymi tablice położeń Urana.

## Życiorys
Profesor Collège de France w Paryżu. W 1792 opublikował Tables du Soleil, de Jupiter, de Saturne, d’Uranus et des satellites de Jupiter. Razem z uczonym Pierre’em Méchainem brał udział, w latach 1792–1799, w pomiarach łuku południka paryskiego od Dunkierki do Barcelony. Pomiar miał na celu wyznaczenie wzorca 1 metra i elementów elipsoidy ziemskiej. Szczegółowy raport z tej kampanii pomiarowej opublikował w Base du systéme métrique (1806, 1807, 1810). W latach 1804–1822 był dyrektorem obserwatorium astronomicznego w Paryżu.
W 1791 roku został członkiem Royal Society.

## Upamiętnienie
Jeden z dużych kraterów na Księżycu został nazwany na jego cześć.
Jego nazwisko pojawiło się na liście 72 nazwisk na wieży Eiffla.